# Linode
Linode, LLC es un proveedor estadounidense de alojamiento en la nube que se enfoca en proporcionar máquinas virtuales con tecnología GNU/Linux para admitir una amplia gama de aplicaciones. Fue adquirida por Akamai Technologies el 21 de marzo de 2022.
En 2003, en el momento de su lanzamiento, Linode se consideró un adelantado a su tiempo con el alojamiento de virtualización. Se ha convertido en una corporación multinacional que atiende a más de 800.000 clientes de 196 países. Las ubicaciones de los servidores Linode están optimizadas para servir a una audiencia global en términos de reducción de latencia y mejora de UX.

## Historia
Linode (un acrónimo de las palabras Linux y nodo ) fue fundado por Christopher Aker y se lanzó a mediados de 2003. Aker se graduó de la Universidad Full Sail en Florida.
Linode hizo la transición de la virtualización UML a Xen en marzo de 2008 y luego a KVM a mediados de 2015. Lanzó su servicio de respaldo de datos en 2009. NodeBalancer, un servicio de equilibrio de carga, lanzado en julio de 2011. Linode lanzó Linode Managed, un servicio de respuesta a incidentes diseñado para empresas, en 2013.
Linode abrió sus primeros centros de datos en Fremont y Dallas en 2003. Posteriormente abrió sus regiones en Atlanta en 2007, Newark en 2008, Londres en 2009, Tokio en 2011 y 2016, Frankfurt y Singapur en 2015, y Toronto, Mumbai, y Sídney en 2019.
El 15 de febrero de 2022, Akamai Technologies anunció que adquirirá Linode por aproximadamente $900 millones. Fue adquirida el 21 de marzo de 2022.

## Productos y servicios
Sus productos estrella son los servicios de alojamiento en la nube con múltiples paquetes a diferentes precios. A partir de noviembre de 2019, Linode ofrece cinco tipos de servicios informáticos orientados a las necesidades específicas de los clientes, como altos requisitos de memoria, CPU o GPU dedicada o uso de propósito general. Linode Block Storage permite a los usuarios ampliar la capacidad de almacenamiento de su servidor con volúmenes bajo demanda. Linode Backup permite a los clientes realizar copias de seguridad de sus servidores de forma diaria, semanal o mensual. Linode Manager y NodeBalancer permiten a los usuarios administrar múltiples instancias de servidor en un solo sistema.
En septiembre de 2013, Linode lanzó Longview, un paquete de análisis para Linux. Linode lanzó su servicio de almacenamiento de objetos compatible con S3 a fines de octubre de 2019 para permitir a los clientes almacenar grandes datos no estructurados. El 11 de noviembre de 2019, en CNCF KubeCon, Linode anunció la disponibilidad de su servicio de motor Kubernetes administrado.

### Computación
- Linode Kubernetes Engine (LKE): contenedores de Kubernetes como aplicación de servicio.
- GPU: configuraciones de cómputo de GPU (Unidad de procesamiento gráfico) en la nube bajo demanda para cargas de trabajo de procesamiento paralelo, como aprendizaje automático, computación científica y procesamiento de video.
- CPU dedicada: las instancias de CPU dedicadas se ejecutan en sus propios núcleos de CPU en la infraestructura de Linode. Sin compartir el procesador con otros clientes.
- Memoria alta: configuraciones de cómputo de memoria alta para ejecutar aplicaciones con uso intensivo de memoria.
- Linodos compartidos: una configuración informática equilibrada para una amplia gama de aplicaciones en la nube.
- Nanode: paquete de cómputo de nivel de entrada de $ 5 / mes para ejecutar una distribución de Linux en pleno funcionamiento.

### Almacenamiento
- Almacenamiento de objetos Linode: almacenamiento de objetos altamente disponible y escalable compatible con S3 para almacenar datos no estructurados .
- Almacenamiento en bloque de Linode: almacenamiento en bloque para almacenar datos en volúmenes, o bloques, que actúan como unidades de disco duro (HDD) individuales.
- Linode Backups - Servicio automático de copias de seguridad de datos.

### Redes
- VPC: nube privada virtual para administrar la red definida por software de los recursos de la nube.
- VLAN - Red de área local virtual
- Protección DDoS: detección y mitigación de ataques de infraestructura de denegación de servicio distribuido ( DDoS ).
- NodeBalancers: servicio gestionado definido por software para equilibrar la carga del tráfico.
- Administrador de DNS: servicio de sistema de nombres de dominio administrado ( DNS ) en la infraestructura de Linode.
- Red de próxima generación: la infraestructura de red mundial moderna de Linodes que interconecta los centros de datos globales a través de una red troncal de fibra privada.

### Herramientas administrativas
- Cloud Manager: una interfaz fácil de usar y móvil para implementar y administrar máquinas virtuales Linode, configurar redes y controlar cuentas de usuario.
- Linode API - API (interfaz de programación de aplicaciones) para el acceso programático a la plataforma Linode.
- Linode CLI: acceso a la cuenta CLI (interfaz de línea de comandos) para administrar la infraestructura de Linode.
- Imágenes: cree imágenes de Linux del cliente para facilitar el escalado.
- StackScripts: personalice automáticamente las implementaciones de infraestructura de Linode con StackScripts.
- Supervisión: analice el rendimiento de la infraestructura, rastree el uso de transferencias y cree alertas personalizadas.

### Servicios profesionales
- Administrado: un servicio de respuesta a incidentes para ayudar a las empresas a reducir el costoso tiempo de inactividad.
- Servicios profesionales: consultoría en la nube para ayudarlo a diseñar sus servicios, realizar migraciones de sitios e implementar software.

## Premios
Linode ha recibido el Premio Stevie por Ventas y Servicio al Cliente. En 2019, The Philadelphia Inquirer otorgó a Linode el premio a los mejores lugares de trabajo. El edificio de la sede de Linode recibió el Gran Premio del Jurado 2019 de Preservation Alliance for Greater Philadelphia. El edificio, construido en 1902, es un hito de Filadelfia, nombrado en el registro de lugares históricos de Filadelfia, y una vez fue una casa de MTV Real World.
Linode opera 11 centros de datos en todo el mundo, conectados por la red de próxima generación de la empresa y amplios acuerdos de interconexión. IPv6 está totalmente habilitado en todos los sistemas operativos compatibles de Linode y se incluye protección DDoS gratuita en todas las máquinas virtuales de la empresa.

## Regiones y centros de datos
A partir del segundo trimestre de 2020, Linode Cloud está disponible en 11 regiones aprovechando 11 centros de datos. Una región es una ubicación geográfica específica donde los usuarios pueden implementar recursos en la nube.
| Regiones | Ubicación                   | Fecha de lanzamiento |
| 1        | Dallas, TX. EE.UU           | Q2,2003              |
| 2        | Fremont, CA. EE.UU          | Q4, 2003             |
| 3        | Atlanta, Georgia. EE.UU     | Q1, 2007             |
| 4        | Newark, Nueva Jersey. EE.UU | Q2, 2008             |
| 5        | Londres, Inglaterra         | Q4, 2009             |
| 6        | Tokio, Japón                | Q3, 2011             |
| 7        | Singapur, Singapur          | Q2, 2015             |
| 8        | Frankfurt, Alemania         | Q3, 2015             |
| 9        | Toronto Canadá              | Q2, 2019             |
| 10       | Mumbai, India               | Q2, 2019             |
| 11       | Sídney, Australia           | Q3, 2019             |

## Incidentes de seguridad
Las cuentas de ocho clientes de Linode que tenían moneda electrónica Bitcoin se vieron comprometidas en marzo de 2012. Se robaron aproximadamente 40.000 bitcoins.
Hack The Planet (HTP) accedió a los servidores web de Linode en 2013. El grupo explotó una vulnerabilidad técnica en el servidor de aplicaciones ColdFusion de Adobe . Linode dijo que HTP no pudo descifrar ninguna información financieramente confidencial y restablecer todas las contraseñas de las cuentas. Linode anunció planes para introducir la autenticación en dos pasos para sus servicios en mayo de 2013.
A partir del día de Navidad de 2015 y hasta el 10 de enero, Linode se vio afectado por grandes y frecuentes ataques DDoS, causados por un "mal actor" que compraba grandes cantidades de capacidad de botnet en un intento de dañar significativamente el negocio de Linode. Linode fue víctima de otro grave ataque DDoS durante el fin de semana del Día del Trabajo de 2016.